# Таша Строгая
Та́ша Стро́гая (настоящее имя Ната́лья Викторовна Фроло́ва; род. 27 июня 1974, Москва) — российский художник-модельер, телеведущая. Член Международной Ассоциации «Союз Дизайнеров», член Союза Художников России. Ведущая программ «Снимите это немедленно!» и «Съешьте это немедленно!» на телеканале СТС, «Ручная работа» и «Коллекция идей» на телеканале «Домашний».

## Биография
Родилась 27 июня 1974 года в Москве.
В 1994 году окончила Театральное художественно-техническое училище (ТХТУ) по специальности «Художник-модельер женского театрального костюма». Практику проходила в театре Ленком. В 1999 году окончила с отличием Московскую государственную академию лёгкой промышленности по специальности «Дизайнер одежды».
Работала стилистом на телеканале «Россия». Была редактором моды в глянцевом журнале.
Её псевдоним появился после того как она начала работать в индустрии моды:

Когда я начинала работать в индустрии моды, в Москве уже был известный дизайнер Наташа Фролова. И я придумала себе псевдоним. Родственники по папиной линии носят фамилию Строгановы. И я стала Натальей Строгановой, но потом поняла, что эта фамилия не запоминается. И 12 лет назад я стала Строгой. А Таша появилась не так давно, это имя придумал мой директор.

Май 2000 года — участие в финале международного конкурса «Новая Россия — XXI век».
С 2002 года создаёт и выпускает одежду под своей маркой «Tasha Strogaya». В том же году её приняли в Международную ассоциацию «Союз дизайнеров» и в Союз художников России .
В 2003 году участвовала в сезонных показах «Дефиле на Неве» в Санкт-Петербурге с коллекцией «Выше радуги». В 2004 году участвовала в сезонных показах Russion Fashion Week в Москве с коллекцией «Она». В 2005 году участвовала в сезонных показах «Неделя моды в Москве» с коллекцей «Сквозь пыль времени».
Замужем, имя мужа — Сергей. Осенью 2011 года в браке родились близнецы Федот и Фёдор.